# كالديرارا دي رينو
كالديرارا دي رينو (بالإيطالية: Calderara di Reno)‏ هي بلدية في مقاطعة بولونيا في إقليم إميليا رومانيا الإيطالي.

## السكان
في سنة 1861 بلغ عدد السكان 4٬011 نسمة، وتطور العدد ليصل في سنة 2011 لـ 13٬148 نسمة.
يظهر هذا المخطط البياني تطور النمو السكاني لـ كالديرارا دي رينو